# Endingen am Kaiserstuhl
Endingen  (Alemanni thấp: Ändinge am Kaiserstuehl) là một thị trấn thuộc huyện Emmendingen, bang Baden-Württemberg, tây nam Đức, nơi đây có đường biên giới với Pháp. Đô thị này có diện tích 26,7 km², dân số thời điểm 31 tháng 12 năm 2020 là 10.227 người.